# Frente central de la invasión rusa de Ucrania
El frente central —dentro de la invasión rusa de Ucrania de 2022— fue un teatro de operaciones para el control de tres óblast (provincias) de esta región: Chernígov, Kiev y Sumy. Las capitales de dos de estas óblast están a menos de cien kilómetros de la frontera rusa a través de conexiones terrestres (Chernígov a 90 km y Sumy a 50 km).
Con el objetivo de tomar la capital del país, Kiev, la estrategia del ejército ruso en el norte de Ucrania se centró en una ofensiva desde la frontera bielorrusa a lo largo de la orilla occidental del río Dniéper con el objetivo de rodear la ciudad desde el oeste. En apoyo de la ofensiva principal, dos ejes de ataque dirigidos desde la frontera rusa sobre la orilla este del Dniéper, una occidental en dirección a Chernígov y otra oriental a Sumy, se lanzaban con el intento de cercar Kiev desde el noreste y el este.
En el primer día de invasión, las tropas rusas en marcha hacia Kiev tomaron el control de los pueblos fantasmas de Chernóbil y Prípiat, incluida la central nuclear de Chernóbil, donde el ejército ucraniano opuso una primera resistencia al avance ruso pesar de ser derrotado al final del día. Asegurada la Zona de exclusión de Chernóbil, la columna rusa alcanzó a primera de la hora de la mañana del día 25 de febrero la ciudad de Ivankiv, un suburbio al norte de Kiev, donde los ucranianos consiguieron frenar su avance al destruir el puente sobre el río Téteriv y presentar batalla a los rusos en la ciudad. Al mismo tiempo, las Fuerzas Aerotransportadas Rusas intentaban apoderarse de dos aeródromos estratégicos alrededor de Kiev: un asalto aerotransportado al Aeropuerto Antonov, situado al norte en Hostómel y que cayó finalmente en manos rusas el día 25, y otro desembarco en Vasylkiv, al sur de la capital, que fue finalmente repelido por el ejército ucraniano en la base aérea de la ciudad el día 26 de febrero. Estos ataques parecían haber sido un intento de Rusia de apoderarse rápidamente de Kiev y hacer caer al gobierno ucraniano presidido por Volodímir Zelenski, con Spetsnaz infiltrándose en la ciudad apoyados por operaciones aerotransportadas y un rápido avance mecanizado desde el norte, pero no tuvieron éxito, alargando la guerra más allá del plan de invasión inicial ruso.
Simultáneamente se iniciaron negociaciones de paz en Estambul encabezadas del lado ucraniano por David Arakhamia, líder del partido oficialista Servidor del Pueblo. Según Arakhamia, en esa ocasión se redactó un acuerdo de paz entre los negociadores ucranianos y rusos, por el cual Rusia se comprometía a poner fin a los combates si Ucrania aceptaba permanecer neutral y renunciar a su intento de unirse a la OTAN. Siempre según Arakhamia, los ucranianos no confiaban en que Rusia cumpliera con su propuesta, y pretendían garantías de seguridad. Asimismo, contó el líder ucraniano, el entonces primer ministro británico Boris Johnson viajó a Kiev en abril y alentó a Ucrania a no «firmar nada» con Rusia y «simplemente luchar». Johnson por su parte negó haber «saboteado» el acuerdo de paz y atribuyó tal afirmación a la «propaganda rusa».
Para principios de marzo, la defensa ucraniana había ralentizado en gran medida el avance ruso a lo largo del lado oeste del Dniéper. Al noroeste de la capital, la ofensiva rusa encontró una fuerte resistencia del ejército ucraniano en los suburbios de Bucha, Hostómel e Irpín, que no fueron cayendo en poder del ejército ruso hasta mediados de mes, donde el frente finalmente se estancó a las afueras de Kiev. Así mismo, el gran convoy militar ruso que se dirigía a la capital ucraniana, de más de sesenta kilómetros de largo, se había dispersado y replegado para el día 11 de marzo, tomando posiciones cubiertas por el bosque, mientras la ofensiva que debía apoyar el cerco desde el noreste se había detenido en gran medida cuando comenzó el asedio de Chernígov, que las fuerzas rusas no habían conseguido culminar. Incapaces de lograr una victoria rápida en Kiev, las fuerzas rusas cambiaron su estrategia por el bombardeo indiscriminado y la guerra de asedio. El 16 de marzo, las fuerzas ucranianas consiguieron lanzar al fin una contraofensiva para repeler el ataque ruso a la capital desde las diferentes ciudades del extrarradio, consiguiendo hacer retroceder por primera vez a las fuerzas rusas alrededor de Irpín y recuperando el control de Makariv y otros suburbios al este y oeste de Kiev una semana después. El 28 de marzo, las fuerzas ucranianas recuperan al fin el control de Irpín, consiguiendo así evitar el cerco de la capital, mientras la artillería rusa comienza a cubrir la retirada de sus tropas del Óblast de Kiev. La retirada de las fuerzas rusas de los óblast de Kiev y Zhitómir es completa ya el 4 de abril, a la vez que se rompen los asedios de Chernígov y Sumy, confirmándose la derrota de la ofensiva inicial rusa sobre la capital ucraniana y desplazando el frente de guerra principal al sur y este del país. 

## Situación de las regiones
Sumy, estando a apenas cincuenta kilómetros de la frontera con Rusia, podía detener el paso de fuerzas hacia la carretera H07, la segunda vía más al Sur que las fuerzas rusas podían utilizar para el avance contra Kiev junto a la más norteña ruta europea E101, que se une a la E95 antes de llegar a la capital ucraniana y por la que alrededor tan solo había ciudades de menor tamaño, siendo destacable Konotop, la segunda ciudad más poblada de la óblast de Sumy.
Chernígov por su parte, es la ciudad más poblada del norte de Ucrania, a ciento cincuenta kilómetros al norte de Kiev y tras sortear el río Dniéper. Aunque originalmente no era un objetivo prioritario, los avances del norte y noreste contra Kiev podían dejar a prácticamente toda la región aislada del resto del territorio ucraniano.

## Evolución

### Febrero

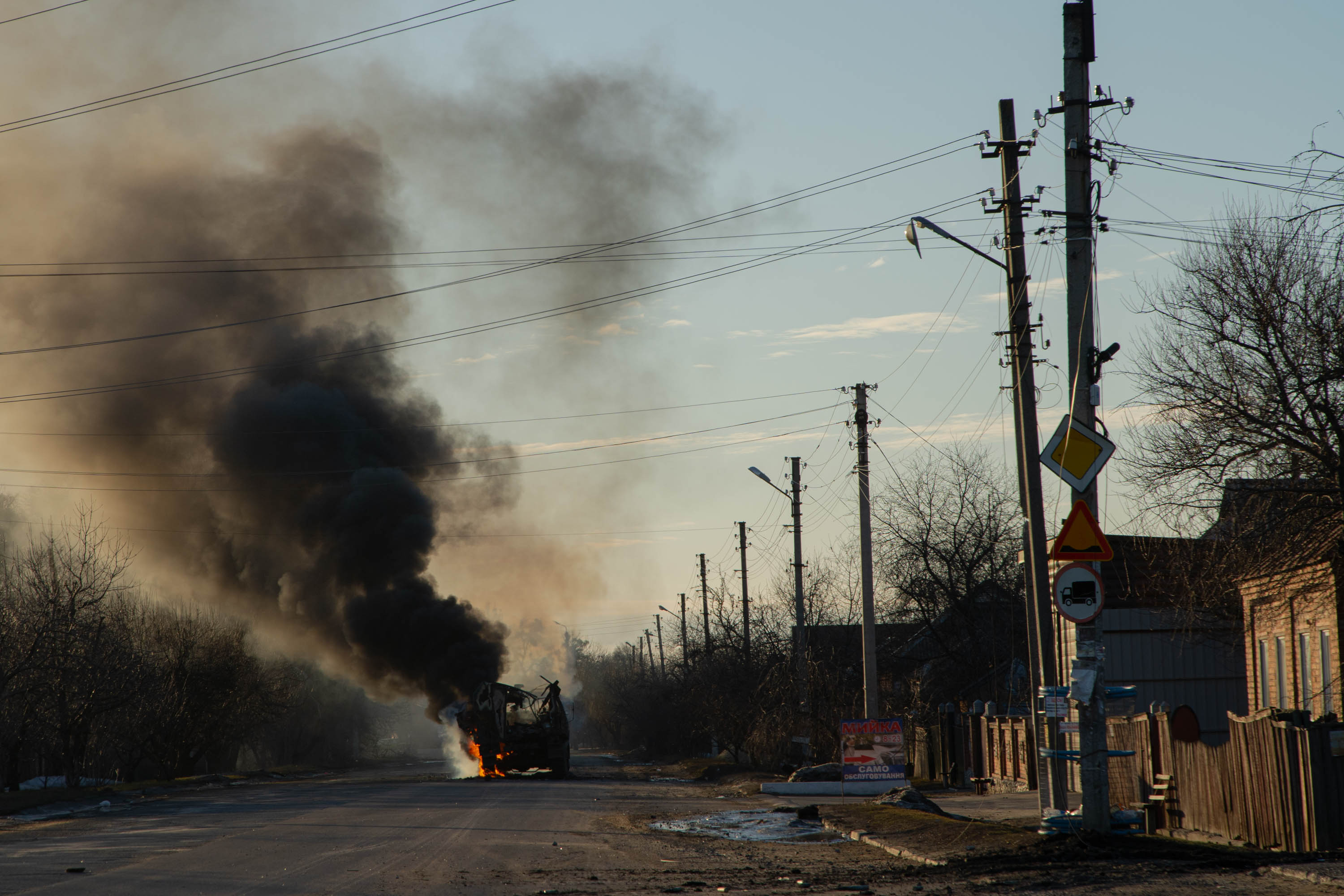
Un autobús en llamas a lo largo de una carretera entre Járkov y Kiev, 24 de febrero.

Tras el discurso del presidente ruso, Vladímir Putin, anunciando la invasión de Rusia, las fuerzas armadas de ese país cruzaron la frontera con Ucrania y se atacó la base aérea de Chugúyev el primer día.  Mientras tanto, en Konotop, las fuerzas rusas que avanzaban desde el noreste rodearon la ciudad y la sitiaron. En Sumy, la ofensiva comenzó en las afueras de la ciudad alrededor de las 3:00 a. m., comenzando la batalla de Sumy. Antes, a las 7:30 a. m., comenzaron los combates en Okhtyrka, comenzando la batalla de Okhtyrka. A la madrugada siguiente se informó que las fuerzas rusas se habían retirado de la ciudad de Sumy.
Más fuerzas rusas avanzaron contra otras ciudades y poblaciones de la zona fronteriza. Entre el 25 y el 28 de febrero se vivieron fuertes combates en Sumy y Ojtirka.
El 26 de febrero, tres días después del comienzo de la invasión, RIA Novosti, agencia de noticias estatal rusa, por error publicó un artículo titulado «La llegada de Rusia y el nuevo mundo», que se preparó con antelación anticipando la victoria rusa. En él se anunció que Rusia había ganado la guerra ruso-ucraniana y que «Ucrania había regresado a Rusia».Aleksandr Lukashenko ya había declarado que, en caso de conflicto armado, Kiev sería tomada en 3 o 4 días. Margarita Simonián, redactora jefe de la agencia de noticias estatal RT, hizo también declaraciones similares sobre poder «derrotar a Ucrania en 2 días». Zelenski también admitió que había recibido un ultimátum para ser reemplazado por Víktor Medvedchuk, y dijo haber sobrevivido varios intentos de asesinato justo al estallar la guerra. Posteriormente el SBU publicaría un vídeo que muestra a un soldado ruso capturado afirmando que su unidad fue enviada a Ucrania con suministros de alimentos para sólo tres días. Correos electrónicos filtrados del FSB revelan dichos planes para capturar la ciudad en tres días. Documentos encontrados dentro de tanques rusos mencionan cómo la "operación militar especial" concluiría en diez días. Ucrania también capturó tanques emblemáticos utilizados en desfiles junto con uniformes militares, lo que sugiere que Rusia esperaba marchar en Kiev después de una rápida victoria.
Algunas pequeñas poblaciones fronterizas decidieron rendirse ante las fuerzas rusas en los primeros días. Gennadí Matsegora, alcalde de Kupiansk (Járkov), una de las poblaciones rendidas ante las fuerzas rusas, llegó a decir tras la ocupación de su ciudad que las fuerzas ucranianas les habían abandonado. Esto le ganó una acusación por traición efectuada por la fiscal general de Ucrania, Irina Venediktova. Más tarde diría que su hija, residente en Kiev, se encontraría bajo custodia del SBU.
El 28 de febrero, autoridades ucranianas dijeron que les habían llegado informaciones de que en un bombardeo durante la batalla de Ojtirka, las fuerzas rusas utilizaron una bomba termobárica.

### Abril

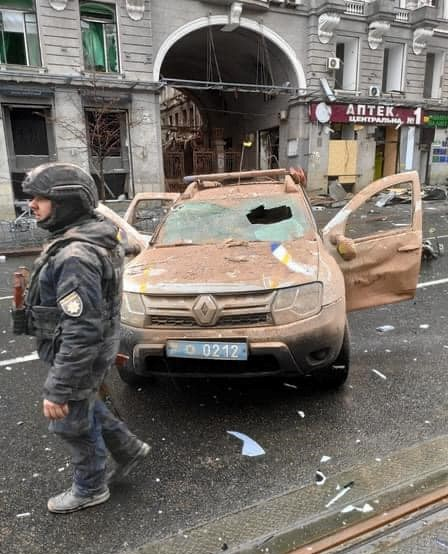
Un miembro de la policía de Járkov durante los ataques rusos.

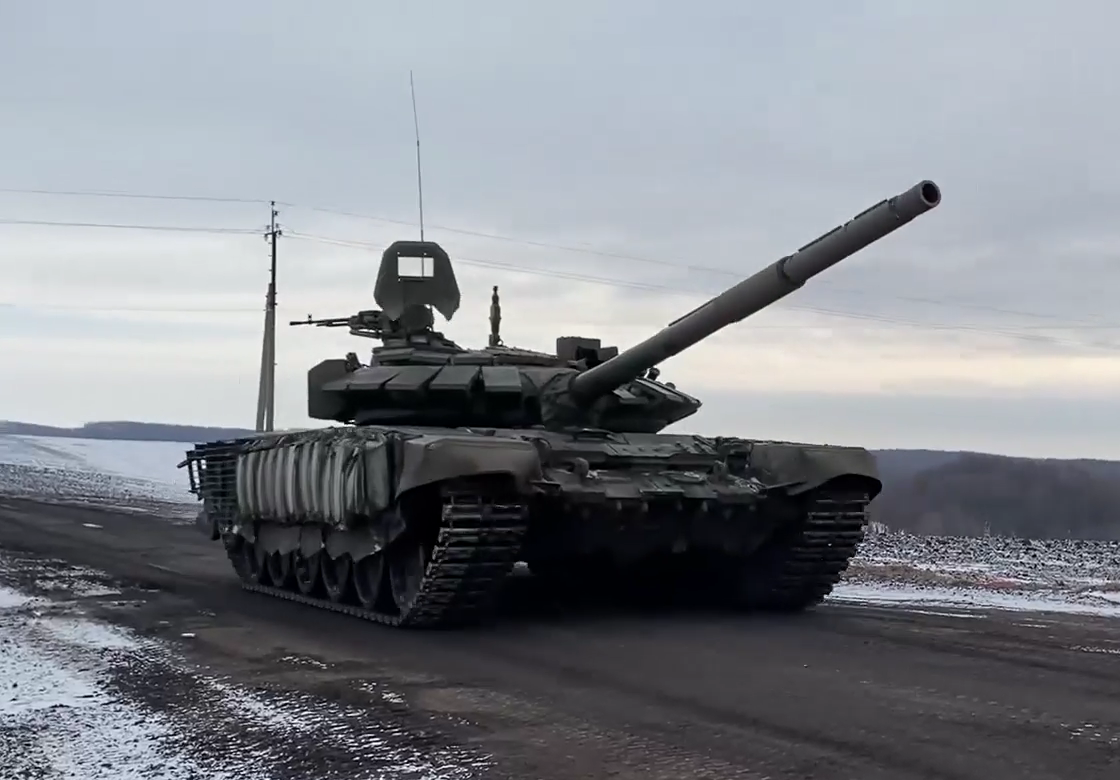
Un tanque ruso en Sumy.

El 2 de abril las fuerzas ucranianas consiguieron abrir el cerco ruso a Chernígov desde la E95, la carretera que conecta el sur de la ciudad con la capital de Ucrania, aprovechando la retirada de varias unidades rusas tras el anuncio del viceministro de defensa ruso, Alexander Fomin, del cese de la presencia rusa en los frentes de las óblast de Kiev y Chernígov.
El 4 de abril, Dmytro Zhivitskí, gobernador de Sumy, indicó que las tropas rusas no mantenían la ocupación de ninguna población de su región y que además la mayoría de las unidades se encontraban en retirada hacia la frontera con Rusia al tiempo que las fuerzas ucranianas seguían presionando para hacer retirarse a las unidades rusas que aún permaneciesen en la zona. Al mismo tiempo que ocurrían las retiradas de Chernígov y Sumy, la artillería rusa se centró en la región de Járkov.